# Elijah Adebayo
Elijah Anuoluwapo Oluwaferanmi Oluwatomi Oluwalana Ayomikulehin Adebayo (London, 1998. január 7. –) angol labdarúgó, a Luton Town játékosa.

## Pályafutása
Adebayo a Fulham U9-es csapatához csatlakozott 2007-ben. Azt követően, hogy a felnőtt csapatba került, kölcsönbe leigazolta a Slough Town és a Bognor Regis Town, majd a Cheltenham Town. 2018. július 7-én a Swindon Town szerződtette kölcsönbe, majd fél évvel később a Stevenage. A 2018–2019-es évad végén a Fulham nem hosszabbította meg szerződését, így soha nem mutatkozott be a csapatban.
2019. júniusában leigazolta a Walsall, majd 2021 februárjában leszerződtette a Luton Town. Első gólját a csapat színeiben 2021. február 23-án szerezte, első mérkőzésén kezdőként. 2022 októberében szünetet tartott pályafutásában, személyes problémák miatt.
Azt követően, hogy a Luton 2023-ban feljutott a Premier League-be, 2024. január 30-án a csapat történetének első játékosa lett, aki mesterhármast szerzett a ligában, a Brighton & Hove Albion elleni 4–0-ás győzelem során.

## Statisztika
2024. február 10-i állapot szerint.
| Csapat                       | Szezon           | Bajnokság                        | Bajnokság | Bajnokság | Kupa | Kupa  | Ligakupa | Ligakupa | Egyéb | Egyéb | Összesen | Összesen |
| Csapat                       | Szezon           | Osztály                          | P.        | Gólok     | P.   | Gólok | P.       | Gólok    | P.    | Gólok | P.       | Gólok    |
| ---------------------------- | ---------------- | -------------------------------- | --------- | --------- | ---- | ----- | -------- | -------- | ----- | ----- | -------- | -------- |
| Fulham                       | 2016–2017        | Championship                     | 0         | 0         | 0    | 0     | 0        | 0        | 0     | 0     | 0        | 0        |
| Fulham                       | 2017–2018        | Championship                     | 0         | 0         | 0    | 0     | 0        | 0        | 0     | 0     | 0        | 0        |
| Fulham                       | 2018–2019        | Premier League                   | 0         | 0         | 0    | 0     | 0        | 0        | —     | —     | 0        | 0        |
| Fulham                       | Összesen         | Összesen                         | 0         | 0         | 0    | 0     | 0        | 0        | 0     | 0     | 0        | 0        |
| Slough Town (kölcsönben)     | 2016–2017        | Southern League Premier Division | 6         | 1         | 0    | 0     | —        | —        | 5     | 5     | 11       | 6        |
| Cheltenham Town (kölcsönben) | 2017–2018        | League Two                       | 7         | 2         | 0    | 0     | 0        | 0        | 0     | 0     | 7        | 2        |
| Swindon Town (kölcsönben)    | 2018–2019        | League Two                       | 25        | 5         | 2    | 0     | 1        | 0        | 2     | 0     | 30       | 5        |
| Stevenage (kölcsönben)       | 2018–2019        | League Two                       | 2         | 0         | 0    | 0     | 0        | 0        | 0     | 0     | 2        | 0        |
| Walsall                      | 2019–2020        | League Two                       | 30        | 8         | 2    | 0     | 1        | 0        | 4     | 0     | 37       | 8        |
| Walsall                      | 2020–2021        | League Two                       | 25        | 10        | 1    | 0     | 1        | 0        | 1     | 0     | 28       | 10       |
| Walsall                      | Összesen         | Összesen                         | 55        | 18        | 3    | 0     | 2        | 0        | 5     | 0     | 65       | 18       |
| Luton Town                   | 2020–2021        | Championship                     | 18        | 5         | —    | —     | —        | —        | —     | —     | 18       | 5        |
| Luton Town                   | 2021–2022        | Championship                     | 40        | 16        | 1    | 1     | 0        | 0        | 1     | 0     | 42       | 17       |
| Luton Town                   | 2022–2023        | Championship                     | 42        | 7         | 4    | 2     | 0        | 0        | 3     | 1     | 49       | 10       |
| Luton Town                   | 2023–2024        | Premier League                   | 23        | 9         | 3    | 0     | 2        | 0        | —     | —     | 28       | 9        |
| Luton Town                   | Összesen         | Összesen                         | 123       | 37        | 8    | 3     | 2        | 0        | 4     | 1     | 137      | 41       |
| Karrier összesen             | Karrier összesen | Karrier összesen                 | 218       | 63        | 13   | 3     | 5        | 0        | 16    | 6     | 252      | 72       |

1. ↑  Négy pályára lépés és három gól az FA Trophyban, egy pályára lépés és két gól a Berks & Bucks Senior kupában
2. 1 2 3  Pályára lépések az EFL Trophyban
3. 1 2  Pályára lépések az angol másodosztály rájátszásában

## Sikerek, díjak
Luton Town
- Angol másodosztály – rájátszás: 2023[10]